# San Francisco de Horta (El Gato)
San Francisco de Horta är en ort i Mexiko.   Den ligger i kommunen Abasolo och delstaten Guanajuato, i den centrala delen av landet, 280 km nordväst om huvudstaden Mexico City. San Francisco de Horta ligger 1 698 meter över havet och antalet invånare är 584.
Terrängen runt San Francisco de Horta är platt åt sydväst, men åt nordost är den kuperad. Runt San Francisco de Horta är det tätbefolkat, med 369 invånare per kvadratkilometer. Närmaste större samhälle är Irapuato, 19,0 km öster om San Francisco de Horta. Trakten runt San Francisco de Horta består till största delen av jordbruksmark.